# هرزه سفارشی
«هرزهٔ سفارشی» (به انگلیسی: بیلد ا بچ؛ Build a Bitch) نخستین تک‌آهنگ از سلبریتی اینترنتی بلا پورچ می‌باشد که در نخستین آلبوم چندآهنگهٔ او تحت عنوان عروسک‌ها (۲۰۲۲) قرار دارد. پی این ترانه را به همراه سالم الیسی و تهیه‌کنندگان آن یعنی دیوید آرکرایت، جاستین گاملا، الی ریزک و ساب اربن نوشته‌است. استفن مکس نیز از تهیه‌کنندگان ترانه می‌باشد. این قطعه در ۱۴ مهٔ سال ۲۰۲۱ از سوی وارنر رکوردز برای دانلود دیجیتال و استریمینگ منتشر گردید. بلا پورچ پس از موفقیت خود در تیک‌تاک در مهٔ سال ۲۰۲۱ قراردادی با وارنر برای آغاز حرفهٔ موسیقی‌اش امضا کرد. این اثر در سبک دارک پاپ و پاپ ساخته شده و پورچ گفته است که موضوع آن دربارهٔ پذیرفتن خود واقعی‌ست. برخی منتقدان موسیقی نیز معتقدند که این قطعه دارای مضامین فمینیستی است.
«هرزهٔ سفارشی» در پی انتشارش نقدهای مثبتی از منتقدان موسیقی دریافت کرد و سبک صوتی آن تحسین شد. این اثر در هند، مالزی و سنگاپور به جمع ۱۰ ترانهٔ برتر راه یافت و همچنین در کشورهای دیگری از جمله استرالیا، کانادا و بریتانیا جزو ۳۰ ترانهٔ برتر قرار گرفت. این قطعه همچنین موفق به دریافت گواهی پلاتین از انجمن صنعت ضبط موسیقی ایالات متحده آمریکا (آرآی‌ای‌ای) و میوزیک کانادا (ام‌سی) در ایالات متحده و کانادا شد.
هم‌زمان با انتشار ترانه موزیک ویدئویی به کارگردانی اندرو دونوهو نیز منتشر شد. در این ویدیو، یک کارخانه‌ نمایش داده می‌شود که شبیه فروشگاه‌های بیلد-ای-بیر ورکشاپ است؛ جایی که مردان می‌توانند زن ایده‌آل خود را «بسازند». چندین چهره‌ی مشهور اینترنتی نیز در این ویدیو حضور دارند، از جمله والکیری و برتمن راک. این موزیک ویدیو نامزد دریافت جوایزی در جوایز موسیقی ویدئوی ام‌تی‌وی ۲۰۲۱، جوایز موزیک ویدئوی بریتانیا ۲۰۲۱ و جوایز موسیقی آی‌هارت‌رادیو در سال ۲۰۲۲ شد.